# Botor palustris
Botor palustris là một loài thực vật có hoa trong họ Đậu. Loài này được (Desv.) Kuntze mô tả khoa học đầu tiên năm 1891.